# Tournoi de tennis d'Auckland
Le tournoi d'Auckland (Nouvelle-Zélande) est un tournoi de tennis féminin du circuit professionnel WTA et masculin du circuit ATP.
Le tournoi féminin est organisé la dernière semaine de décembre ou la première semaine de janvier (systématiquement depuis 1996), sur dur et en extérieur. Il se déroule une semaine avant le tournoi masculin dans les mêmes installations. Evonne Goolagong (1973-1975) et Margaret Smith Court (1964-1971) sont les deux seules joueuses à s'être imposées trois fois en simple.
La première édition du tournoi masculin a été organisée en 1956. Le joueur le plus titré en simple est l'Espagnol David Ferrer qui a remporté le tournoi à 4 reprises (2007, 2011, 2012 et 2013). En double, l'Américain Patrick Galbraith s'est imposé 4 fois (1993, 1995, 1997 et 1998).

## Palmarès dames

### Simple
| No       | Date       | Nom et lieu du tournoi                       | Catégorie      | Dotation       | Surface        | Vainqueure          | Finaliste          | Score             |                |
| -------- | ---------- | -------------------------------------------- | -------------- | -------------- | -------------- | ------------------- | ------------------ | ----------------- | -------------- |
| 1        | 09-02-1960 | Auckland International, Auckland             |                | NC             | Gazon (ext.)   | Ruia Morrison       | Margaret Smith     | 6-4, 6-1          | Tableau        |
| 2        | 03-02-1964 | Wills International, Auckland                |                | NC             | Gazon (ext.)   | Margaret Smith      | Jan Lehane         | 6-4, 3-6, 6-0     | Tableau        |
| 3        | 03-02-1965 | Wills International, Auckland                |                | NC             | Gazon (ext.)   | Rita Bentley        | Jill Blackman      | 6-4, 6-3          | Tableau        |
| 4        | 03-02-1966 | Wills International, Auckland                |                | NC             | Gazon (ext.)   | Margaret Smith      | Kerry Melville     | 6-1, 6-1          | Tableau        |
| 5        | 29-01-1967 | Wills International, Auckland                |                | NC             | Gazon (ext.)   | Rosie Casals        | Françoise Dürr     | 6-2, 7-5          | Tableau        |
| Ère Open |            |                                              |                |                |                |                     |                    |                   |                |
| 6        | 28-01-1968 | Wills International, Auckland                |                | NC             | Gazon (ext.)   | Kerry Melville      | Gail Sherriff      | 8-6, 6-1          | Tableau        |
| 7        | 27-01-1969 | New Zealand Open, Auckland                   |                | 10000 $        | Gazon (ext.)   | A. Haydon-Jones     | Karen Krantzcke    | 6-1, 6-1          | Tableau        |
| 8        | 27-01-1970 | Benson & Hedges NZ Open, Auckland            |                | 13 500 $       | Gazon (ext.)   | A. Haydon-Jones     | Kerry Melville     | 0-6, 6-4, 6-1     | Tableau        |
| 9        | 03-03-1971 | Benson & Hedges Centennial NZ Open, Auckland |                | 16 000 $       | Gazon (ext.)   | Margaret S. Court   | E. Goolagong       | 3-6, 7-6, 6-2     | Tableau        |
| 10       | 17-01-1972 | BP New Zealand Open, Auckland                |                | NC             | Gazon (ext.)   | Mona Schallau       | Marilyn Pryde      | 6-2, 6-0          | Tableau        |
| 11       | 09-01-1973 | Benson & Hedges NZ Open, Auckland            |                | NC             | Gazon (ext.)   | E. Goolagong        | Marilyn Pryde      | 6-0, 6-1          | Tableau        |
| 12       | 07-01-1974 | Benson & Hedges NZ Open, Auckland            |                | NC             | Gazon (ext.)   | E. Goolagong        | Ann Kiyomura       | 6-3, 6-1          | Tableau        |
| 13       | 06-01-1975 | New Zealand Open, Auckland                   |                | NC             | Gazon (ext.)   | E. Goolagong        | Linda Mottram      | 6-2, 7-5          | Tableau        |
| 14       | 05-01-1976 | Benson & Hedges NZ Open, Auckland            |                | NC             | Gazon (ext.)   | Sue Barker          | Helga Masthoff     | 6-5               | Tableau        |
| 15       | 10-01-1977 | New Zealand Open, Auckland                   |                | NC             | Gazon (ext.)   | Heidi Eisterlehner  | Karen Krantzcke    | 6-4, 6-4          |                |
| 16       | 02-01-1978 | Benson & Hedges NZ Open, Auckland            | [ 3 ]          | NC             | Gazon (ext.)   | Helen Anliot        | Marilyn Tesch      | 6-4, 6-3          |                |
| 17       | 01-01-1979 | New Zealand Open, Auckland                   | [ 3 ]          | NC             | Gazon (ext.)   | Pam Whytcross       | Brenda Perry       | 6-3, 7-5          |                |
| 18       | 01-01-1980 | Benson & Hedges NZ Open, Auckland            | [ 3 ]          | NC             | Gazon (ext.)   | Janet Newberry      | Judy Connor        | 6-2, 6-1          |                |
| 19       | 30-12-1980 | Benson & Hedges NZ Open, Auckland            | [ 3 ]          | NC             | Gazon (ext.)   | Pam Whytcross       | Chris Newton       | 3–6, 6–4, 6–1     |                |
| 20       | 25-01-1982 | New Zealand Open, Auckland                   | [ 3 ]          | NC             | Gazon (ext.)   | Susan Hagey         | Belinda Cordwell   | 6-4, 6-2          | Tableau        |
| 21       | 10-12-1985 | Nutri-Metics Open, Auckland                  |                | 50 000 $       | Gazon (ext.)   | Anne Hobbs          | Louise Field       | 6-3, 6-1          | Tableau        |
| 22       | 26-01-1987 | Nutri-Metrics International Open, Auckland   |                | 50 000 $       | Dur (ext.)     | Gretchen Rush       | Terry Phelps       | 6-2, 6-3          | Tableau        |
| 23       | 25-01-1988 | Nutri-Metics, Auckland                       | Tier V         | 50 000 $       | Dur (ext.)     | Patty Fendick       | Sara Gomer         | 6-3, 7-6          | Tableau        |
| 24       | 30-01-1989 | Nutri-Metics, Auckland                       | Tier V         | 75 000 $       | Dur (ext.)     | Patty Fendick       | Belinda Cordwell   | 6-2, 6-0          | Tableau        |
| 25       | 29-01-1990 | Nutri-Metics, Auckland                       | Tier V         | 75 000 $       | Dur (ext.)     | Leila Meskhi        | Sabine Appelmans   | 6-1, 6-0          | Tableau        |
| 26       | 28-01-1991 | Nutri-Metics Bendon Classic, Auckland        | Tier V         | 100 000 $      | Dur (ext.)     | Eva Švíglerová      | Andrea Strnadová   | 6-2, 0-6, 6-1     | Tableau        |
| 27       | 27-01-1992 | Nutri-Metics Bendon Classic, Auckland        | Tier V         | 100 000 $      | Dur (ext.)     | Robin White         | Andrea Strnadová   | 2-6, 6-4, 6-3     | Tableau        |
| 28       | 01-02-1993 | Nutri-Metics Bendon Classic, Auckland        | Tier IV        | 100 000 $      | Dur (ext.)     | Elna Reinach        | Caroline Kuhlman   | 6-0, 6-0          | Tableau        |
| 29       | 31-01-1994 | Amway Classic, Auckland                      | Tier IV        | 100 000 $      | Dur (ext.)     | Ginger Helgeson     | Inés Gorrochategui | 7-6, 6-3          | Tableau        |
| 30       | 30-01-1995 | Amway Classic, Auckland                      | Tier IV        | 107 500 $      | Dur (ext.)     | Nicole Bradtke      | Ginger Helgeson    | 3-6, 6-2, 6-1     | Tableau        |
| 31       | 01-01-1996 | Amway Classic, Auckland                      | Tier IV        | 107 500 $      | Dur (ext.)     | Sandra Cacic        | Barbara Paulus     | 6-3, 1-6, 6-4     | Tableau        |
| 32       | 30-12-1996 | ASB Bank Classic, Auckland                   | Tier IV        | 107 500 $      | Dur (ext.)     | Marion Maruska      | Judith Wiesner     | 6-3, 6-1          | Tableau        |
| 33       | 05-01-1998 | ASB Bank Classic, Auckland                   | Tier IV        | 107 500 $      | Dur (ext.)     | Dominique Monami    | Silvia Farina      | 4-6, 7-6, 7-5     | Tableau        |
| 34       | 04-01-1999 | ASB Bank Classic, Auckland                   | Tier IVb       | 112 500 $      | Dur (ext.)     | Julie Halard        | Dominique Monami   | 6-4, 6-1          | Tableau        |
| 35       | 03-01-2000 | ASB Bank Classic, Auckland                   | Tier IVb       | 110 000 $      | Dur (ext.)     | Anne Kremer         | Cara Black         | 6-4, 6-4          | Tableau        |
| 36       | 01-01-2001 | ASB Bank Classic, Auckland                   | Tier V         | 110 000 $      | Dur (ext.)     | Meilen Tu           | Paola Suárez       | 7-610, 6-2        | Tableau        |
| 37       | 31-12-2001 | ASB Bank Classic, Auckland                   | Tier IV        | 140 000 $      | Dur (ext.)     | Anna Smashnova      | Tatiana Panova     | 6-2, 6-2          | Tableau        |
| 38       | 30-12-2002 | ASB Classic, Auckland                        | Tier IV        | 140 000 $      | Dur (ext.)     | Eléni Daniilídou    | Cho Yoon-jeong     | 6-4, 4-6, 7-62    | Tableau        |
| 39       | 05-01-2004 | ASB Classic, Auckland                        | Tier IV        | 140 000 $      | Dur (ext.)     | Eléni Daniilídou    | Ashley Harkleroad  | 6-3, 6-2          | Tableau        |
| 40       | 03-01-2005 | ASB Classic, Auckland                        | Tier IV        | 140 000 $      | Dur (ext.)     | Katarina Srebotnik  | Shinobu Asagoe     | 5-7, 7-5, 6-4     | Tableau        |
| 41       | 02-01-2006 | ASB Classic, Auckland                        | Tier IV        | 145 000 $      | Dur (ext.)     | Marion Bartoli      | Vera Zvonareva     | 6-2, 6-2          | Tableau        |
| 42       | 01-01-2007 | ASB Classic, Auckland                        | Tier IV        | 145 000 $      | Dur (ext.)     | Jelena Janković     | Vera Zvonareva     | 7-69, 5-7, 6-3    | Tableau        |
| 43       | 31-12-2007 | ASB Classic, Auckland                        | Tier IV        | 145 000 $      | Dur (ext.)     | Lindsay Davenport   | Aravane Rezaï      | 6-2, 6-2          | Tableau        |
| 44       | 05-01-2009 | ASB Classic, Auckland                        | Intern'l       | 220 000 $      | Dur (ext.)     | Elena Dementieva    | Elena Vesnina      | 6-4, 6-1          | Tableau        |
| 45       | 04-01-2010 | ASB Classic, Auckland                        | Intern'l       | 220 000 $      | Dur (ext.)     | Yanina Wickmayer    | Flavia Pennetta    | 6-3, 6-2          | Tableau        |
| 46       | 03-01-2011 | ASB Classic, Auckland                        | Intern'l       | 220 000 $      | Dur (ext.)     | Gréta Arn           | Yanina Wickmayer   | 6-3, 6-3          | Tableau        |
| 47       | 02-01-2012 | ASB Classic, Auckland                        | Intern'l       | 220 000 $      | Dur (ext.)     | Zheng Jie           | Flavia Pennetta    | 2-6, 6-3, 2-0 ab. | Tableau        |
| 48       | 31-12-2012 | ASB Classic, Auckland                        | Intern'l       | 235 000 $      | Dur (ext.)     | Agnieszka Radwańska | Yanina Wickmayer   | 6-4, 6-4          | Tableau        |
| 49       | 30-12-2013 | ASB Classic, Auckland                        | Intern'l       | 226 750 $      | Dur (ext.)     | Ana Ivanović        | Venus Williams     | 6-2, 5-7, 6-4     | Tableau        |
| 50       | 05-01-2015 | ASB Classic, Auckland                        | Intern'l       | 226 750 $      | Dur (ext.)     | Venus Williams      | Caroline Wozniacki | 2-6, 6-3, 6-3     | Tableau        |
| 51       | 04-01-2016 | ASB Classic, Auckland                        | Intern'l       | 226 750 $      | Dur (ext.)     | Sloane Stephens     | Julia Görges       | 7-5, 6-2          | Tableau        |
| 52       | 02-01-2017 | ASB Classic, Auckland                        | Intern'l       | 226 750 $      | Dur (ext.)     | Lauren Davis        | Ana Konjuh         | 6-3, 6-1          | Tableau        |
| 53       | 01-01-2018 | ASB Classic, Auckland                        | Intern'l       | 226 750 $      | Dur (ext.)     | Julia Görges        | Caroline Wozniacki | 6-4, 7-64         | Tableau        |
| 54       | 31-12-2018 | ASB Classic, Auckland                        | Intern'l       | 226 750 $      | Dur (ext.)     | Julia Görges        | Bianca Andreescu   | 2-6, 7-5, 6-1     | Tableau        |
| 55       | 06-01-2020 | ASB Classic, Auckland                        | Intern'l       | 251 750 $      | Dur (ext.)     | Serena Williams     | Jessica Pegula     | 6-3, 6-4          | Tableau        |
|          | 2021-2022  | Pas de tournoi                               | Pas de tournoi | Pas de tournoi | Pas de tournoi | Pas de tournoi      | Pas de tournoi     | Pas de tournoi    | Pas de tournoi |
| 56       | 02-01-2023 | ASB Classic, Auckland                        | WTA 250        | 259 303 $      | Dur (ext.)     | Coco Gauff          | Rebeka Masarova    | 6-1, 6-1          | Tableau        |
| 57       | 01-01-2024 | ASB Classic, Auckland                        | WTA 250        | 267 082 $      | Dur (ext.)     | Coco Gauff          | Elina Svitolina    | 64-7, 6-3, 6-3    | Tableau        |
| 58       | 30-12-2024 | ASB Classic, Auckland                        | WTA 250        | 275 094 $      | Dur (ext.)     | Clara Tauson        | Naomi Osaka        | 4-6, ab.          | Tableau        |

### Double
| No       | Date       | Nom et lieu du tournoi                      | Catégorie      | Dotation       | Surface        | Vainqueures                           | Finalistes                                    | Score              |                |
| -------- | ---------- | ------------------------------------------- | -------------- | -------------- | -------------- | ------------------------------------- | --------------------------------------------- | ------------------ | -------------- |
| 1        | 09-02-1960 | Auckland International Auckland             |                | NC             | Gazon (ext.)   | Ruia Morrison Judy Burke              | Marion Johnston Margaret Smith                | 6-3, 6-1           | Tableau        |
| 2        | 03-02-1964 | Wills International Auckland                |                | NC             | Gazon (ext.)   | Jan Lehane Margaret Smith             | Ethne Green Elizabeth Terry                   | 6-2, 6-2           | Tableau        |
| 3        | 03-02-1965 | Wills International Auckland                |                | NC             | Gazon (ext.)   | Judy Tegart Jill Blackman             | Elaine Becroft Ruia Morrison                  | 9-7, 7-9, 6-1      | Tableau        |
| 4        | 03-02-1966 | Wills International Auckland                |                | NC             | Gazon (ext.)   | Margaret Smith Lesley Turner          | Heather Redwood Elaine Becroft                | 6-2, 6-1           | Tableau        |
| 5        | 29-01-1967 | Wills International Auckland                |                | NC             | Gazon (ext.)   | Rosie Casals Françoise Dürr           | Kerry Melville Gail Sherriff                  | 6-4, 10-8          | Tableau        |
| Ère Open |            |                                             |                |                |                |                                       |                                               |                    |                |
| 6        | 28-01-1968 | Wills International Auckland                |                | NC             | Gazon (ext.)   | Kerry Melville Gail Sherriff          | Ada Bakker Astrid Suurbeek                    | 6-0, 6-2           | Tableau        |
| 7        | 27-01-1969 | New Zealand Open Auckland                   |                | 10000 $        | Gazon (ext.)   | Ann Haydon-Jones Billie Jean King     | Helen Gourlay Karen Krantzcke                 | 6-2, 10-8          | Tableau        |
| 8        | 27-01-1970 | Benson & Hedges NZ Open Auckland            |                | 13 500 $       | Gazon (ext.)   | Margaret Smith Court Ann Haydon-Jones | Karen Krantzcke Kerry Melville                | 6-0, 6-4           | Tableau        |
| 9        | 03-03-1971 | Benson & Hedges Centennial NZ Open Auckland |                | 16 000 $       | Gazon (ext.)   | Margaret Smith Court Evonne Goolagong | Lesley Turner Winnie Shaw                     | 7-6, 6-0           | Tableau        |
| 10       | 17-01-1972 | BP New Zealand Open Auckland                |                | NC             | Gazon (ext.)   | Ann Lebedeff Mona Schallau            | Jeanette Amer Robyn Hunt                      | 6-1, 6-1           | Tableau        |
| 11       | 09-01-1973 | Benson & Hedges NZ Open Auckland            |                | NC             | Gazon (ext.)   | Evonne Goolagong Janet Young          | Patricia Coleman Marilyn Tesch                | 6-1, 6-3           | Tableau        |
| 12       | 07-01-1974 | Benson & Hedges NZ Open Auckland            |                | NC             | Gazon (ext.)   | Evonne Goolagong Janet Young          | Peggy Michel Wendy Turnbull                   | 7-6, 6-1           | Tableau        |
| 13       | 06-01-1975 | New Zealand Open Auckland                   |                | NC             | Gazon (ext.)   | Evonne Goolagong Wendy Turnbull       | Laura duPont Cecilia Martinez                 | 6-3, 4-6, 6-4      | Tableau        |
| 14       | 05-01-1976 | Benson & Hedges NZ Open Auckland            |                | NC             | Gazon (ext.)   | NC                                    | NC                                            | Pluie              | Tableau        |
| 15       | 10-01-1977 | New Zealand Open Auckland                   |                | NC             | Gazon (ext.)   | NC                                    | NC                                            | NC                 |                |
| 16       | 02-01-1978 | Benson & Hedges NZ Open Auckland            | [ 3 ]          | NC             | Gazon (ext.)   | NC                                    | NC                                            | NC                 |                |
| 17       | 01-01-1979 | New Zealand Open Auckland                   | [ 3 ]          | NC             | Gazon (ext.)   | NC                                    | NC                                            | NC                 |                |
| 18       | 01-01-1980 | Benson & Hedges NZ Open Auckland            | [ 3 ]          | NC             | Gazon (ext.)   | NC                                    | NC                                            | NC                 |                |
| 19       | 30-12-1980 | Benson & Hedges NZ Open Auckland            | [ 3 ]          | NC             | Gazon (ext.)   | NC                                    | NC                                            | NC                 |                |
| 20       | 25-01-1982 | New Zealand Open Auckland                   | [ 3 ]          | NC             | Gazon (ext.)   | NC                                    | NC                                            | NC                 | Tableau        |
| 21       | 10-12-1985 | Nutri-Metics Open Auckland                  |                | 50 000 $       | Gazon (ext.)   | Anne Hobbs Candy Reynolds             | Lea Antonoplis Adriana Villagrán              | 6-1, 6-3           | Tableau        |
| 22       | 26-01-1987 | Nutri-Metrics International Open Auckland   |                | 50 000 $       | Dur (ext.)     | Anna Maria Fernández Julie Richardson | Gretchen Rush Elizabeth Minter                | 4-6, 6-4, 6-2      | Tableau        |
| 23       | 25-01-1988 | Nutri-Metics Auckland                       | Tier V         | 50 000 $       | Dur (ext.)     | Patty Fendick Jill Hetherington       | Cammy MacGregor Cynthia MacGregor             | 6-2, 6-1           | Tableau        |
| 24       | 30-01-1989 | Nutri-Metics Auckland                       | Tier V         | 75 000 $       | Dur (ext.)     | Patty Fendick Jill Hetherington       | Elizabeth Smylie Janine Thompson              | 6-4, 6-4           | Tableau        |
| 25       | 29-01-1990 | Nutri-Metics Auckland                       | Tier V         | 75 000 $       | Dur (ext.)     | Natalia Medvedeva Leila Meskhi        | Jill Hetherington Robin White                 | 3-6, 6-3, 7-6      | Tableau        |
| 26       | 28-01-1991 | Nutri-Metics Bendon Classic Auckland        | Tier V         | 100 000 $      | Dur (ext.)     | Patty Fendick Larisa Neiland          | Jo-Anne Faull Julie Richardson                | 6-3, 6-3           | Tableau        |
| 27       | 27-01-1992 | Nutri-Metics Bendon Classic Auckland        | Tier V         | 100 000 $      | Dur (ext.)     | Rosalyn Fairbank Raffaella Reggi      | Jill Hetherington Kathy Rinaldi               | 1-6, 6-1, 7-5      | Tableau        |
| 28       | 01-02-1993 | Nutri-Metics Bendon Classic Auckland        | Tier IV        | 100 000 $      | Dur (ext.)     | Isabelle Demongeot Elna Reinach       | Jill Hetherington Kathy Rinaldi               | 6-2, 6-4           | Tableau        |
| 29       | 31-01-1994 | Amway Classic Auckland                      | Tier IV        | 100 000 $      | Dur (ext.)     | Patricia Hy Mercedes Paz              | Jenny Byrne Julie Richardson                  | 6-4, 7-6           | Tableau        |
| 30       | 30-01-1995 | Amway Classic Auckland                      | Tier IV        | 107 500 $      | Dur (ext.)     | Jill Hetherington Elna Reinach        | Laura Golarsa Caroline Vis                    | 7-6, 6-2           | Tableau        |
| 31       | 01-01-1996 | Amway Classic Auckland                      | Tier IV        | 107 500 $      | Dur (ext.)     | Els Callens Julie Halard              | Jill Hetherington Kristine Radford            | 6-1, 6-0           | Tableau        |
| 32       | 30-12-1996 | ASB Bank Classic Auckland                   | Tier IV        | 107 500 $      | Dur (ext.)     | Janette Husárová Dominique Monami     | Aleksandra Olsza Elena Pampoulova             | 6-2, 6-7, 6-3      | Tableau        |
| 33       | 05-01-1998 | ASB Bank Classic Auckland                   | Tier IV        | 107 500 $      | Dur (ext.)     | Nana Miyagi Tamarine Tanasugarn       | Julie Halard Janette Husárová                 | 7-6, 6-4           | Tableau        |
| 34       | 04-01-1999 | ASB Bank Classic Auckland                   | Tier IVb       | 112 500 $      | Dur (ext.)     | Silvia Farina Barbara Schett          | Seda Noorlander Marlene Weingärtner           | 6-2, 7-6           | Tableau        |
| 35       | 03-01-2000 | ASB Bank Classic Auckland                   | Tier IVb       | 110 000 $      | Dur (ext.)     | Cara Black Alexandra Fusai            | Barbara Schwartz Patricia Wartusch            | 3-6, 6-3, 6-4      | Tableau        |
| 36       | 01-01-2001 | ASB Bank Classic Auckland                   | Tier V         | 110 000 $      | Dur (ext.)     | Alexandra Fusai Rita Grande           | Emmanuelle Gagliardi Barbara Schett           | 7-64, 6-3          | Tableau        |
| 37       | 31-12-2001 | ASB Bank Classic Auckland                   | Tier IV        | 140 000 $      | Dur (ext.)     | Nicole Arendt Liezel Huber            | Květa Hrdličková Henrieta Nagyová             | 7-5, 6-4           | Tableau        |
| 38       | 30-12-2002 | ASB Classic Auckland                        | Tier IV        | 140 000 $      | Dur (ext.)     | Teryn Ashley Abigail Spears           | Cara Black Elena Likhovtseva                  | 6-2, 2-6, 6-0      | Tableau        |
| 39       | 05-01-2004 | ASB Classic Auckland                        | Tier IV        | 140 000 $      | Dur (ext.)     | Mervana Jugić-Salkić Jelena Kostanić  | Virginia Ruano Pascual Paola Suárez           | 7-66, 3-6, 6-1     | Tableau        |
| 40       | 03-01-2005 | ASB Classic Auckland                        | Tier IV        | 140 000 $      | Dur (ext.)     | Shinobu Asagoe Katarina Srebotnik     | Leanne Baker Francesca Lubiani                | 6-3, 6-3           | Tableau        |
| 41       | 02-01-2006 | ASB Classic Auckland                        | Tier IV        | 145 000 $      | Dur (ext.)     | Elena Likhovtseva Vera Zvonareva      | Émilie Loit Barbora Z. Strýcová               | 6-3, 6-4           | Tableau        |
| 42       | 01-01-2007 | ASB Classic Auckland                        | Tier IV        | 145 000 $      | Dur (ext.)     | Janette Husárová Paola Suárez         | Hsieh Su-wei Shikha Uberoi                    | 6-0, 6-2           | Tableau        |
| 43       | 31-12-2007 | ASB Classic Auckland                        | Tier IV        | 145 000 $      | Dur (ext.)     | Mariya Koryttseva Lilia Osterloh      | Martina Müller Barbora Z. Strýcová            | 6-3, 6-4           | Tableau        |
| 44       | 05-01-2009 | ASB Classic Auckland                        | Intern'l       | 220 000 $      | Dur (ext.)     | Nathalie Dechy Mara Santangelo        | Nuria Llagostera Vives Arantxa Parra Santonja | 4-6, 7-63, [12-10] | Tableau        |
| 45       | 04-01-2010 | ASB Classic Auckland                        | Intern'l       | 220 000 $      | Dur (ext.)     | Cara Black Liezel Huber               | Natalie Grandin Laura Granville               | 7-64, 6-2          | Tableau        |
| 46       | 03-01-2011 | ASB Classic Auckland                        | Intern'l       | 220 000 $      | Dur (ext.)     | Květa Peschke Katarina Srebotnik      | Sofia Arvidsson Marina Erakovic               | 6-3, 6-0           | Tableau        |
| 47       | 02-01-2012 | ASB Classic Auckland                        | Intern'l       | 220 000 $      | Dur (ext.)     | Andrea Hlaváčková Lucie Hradecká      | Julia Görges Flavia Pennetta                  | 6-72, 6-2, [10-7]  | Tableau        |
| 48       | 31-12-2012 | ASB Classic Auckland                        | Intern'l       | 235 000 $      | Dur (ext.)     | Cara Black Anastasia Rodionova        | Julia Görges Yaroslava Shvedova               | 2-6, 6-2, [10-5]   | Tableau        |
| 49       | 30-12-2013 | ASB Classic Auckland                        | Intern'l       | 226 750 $      | Dur (ext.)     | Sharon Fichman Maria Sanchez          | Lucie Hradecká Michaëlla Krajicek             | 2-6, 6-0, [10-4]   | Tableau        |
| 50       | 05-01-2015 | ASB Classic Auckland                        | Intern'l       | 226 750 $      | Dur (ext.)     | Sara Errani Roberta Vinci             | Shuko Aoyama Renata Voráčová                  | 6-2, 6-1           | Tableau        |
| 51       | 04-01-2016 | ASB Classic Auckland                        | Intern'l       | 226 750 $      | Dur (ext.)     | Elise Mertens An-Sophie Mestach       | Danka Kovinić Barbora Strýcová                | 2-6, 6-3, [10-5]   | Tableau        |
| 52       | 02-01-2017 | ASB Classic Auckland                        | Intern'l       | 226 750 $      | Dur (ext.)     | Kiki Bertens Johanna Larsson          | Demi Schuurs Renata Voráčová                  | 6-2, 6-2           | Tableau        |
| 53       | 01-01-2018 | ASB Classic Auckland                        | Intern'l       | 226 750 $      | Dur (ext.)     | Sara Errani Bibiane Schoofs           | Eri Hozumi Miyu Kato                          | 7-5, 6-1           | Tableau        |
| 54       | 31-12-2018 | ASB Classic Auckland                        | Intern'l       | 226 750 $      | Dur (ext.)     | Eugenie Bouchard Sofia Kenin          | Paige Mary Hourigan Taylor Townsend           | 1-6, 6-1, [10-7]   | Tableau        |
| 55       | 06-01-2020 | ASB Classic Auckland                        | Intern'l       | 251 750 $      | Dur (ext.)     | Asia Muhammad Taylor Townsend         | Serena Williams Caroline Wozniacki            | 6-4, 6-4           | Tableau        |
|          | 2021-2022  | Pas de tournoi                              | Pas de tournoi | Pas de tournoi | Pas de tournoi | Pas de tournoi                        | Pas de tournoi                                | Pas de tournoi     | Pas de tournoi |
| 56       | 02-01-2023 | ASB Classic Auckland                        | WTA 250        | 259 303 $      | Dur (ext.)     | Miyu Kato Aldila Sutjiadi             | Leylah Fernandez Bethanie Mattek-Sands        | 1-6, 7-5, [10-4]   | Tableau        |
| 57       | 01-01-2024 | ASB Classic Auckland                        | WTA 250        | 267 082 $      | Dur (ext.)     | Anna Danilina Viktória Hrunčáková     | Marie Bouzková Bethanie Mattek-Sands          | 6-3, 65-7, [10-8]  | Tableau        |
| 58       | 30-12-2024 | ASB Classic Auckland                        | WTA 250        | 275 094 $      | Dur (ext.)     | Jiang Xinyu Wu Fang-hsien             | Aleksandra Krunić Sabrina Santamaria          | 6-3, 6-4           | Tableau        |

## Palmarès messieurs

### Simple
| No | Date       | Nom et lieu du tournoi           | Catégorie      | Dotation       | Surface        | Vainqueur             | Finaliste              | Score                   |                |
| -- | ---------- | -------------------------------- | -------------- | -------------- | -------------- | --------------------- | ---------------------- | ----------------------- | -------------- |
| 1  | 31-01-1968 | New Zealand Open, Auckland       |                | NC $           | NC             | Barry Phillips-Moore  | Onny Parun             | 6-3, 6-8, 1-6, 6-3, 6-2 |                |
| 2  | 27-01-1969 | New Zealand Open, Auckland       |                | NC $           | Gazon (ext.)   | Tony Roche            | Rod Laver              | 6-1, 6-4, 4-6, 6-3      |                |
| -  | 26-01-1970 | New Zealand Open, Auckland       | Non-ATP        | NC $           | Dur (ext.)     | Roger Taylor          | Tom Okker              | 6-4, 6-4, 6-1           |                |
| 3  | 08-03-1971 | New Zealand Open, Auckland       |                | NC $           | Dur (ext.)     | Robert Carmichael     | Allan Stone            | 7-6, 7-6, 6-3           |                |
| -  | 1972       | New Zealand Open, Auckland       | Non-ATP        | NC $           | NC             | Ray Ruffels           | John Alexander         | 6-4, 6-4, 7-6           |                |
| -  | 1973       | New Zealand Open, Auckland       | Non-ATP        | NC $           | NC             | Onny Parun            | Patrick Proisy         | 4-6, 6-7, 6-2, 6-0, 7-6 |                |
| 4  | 14-01-1974 | New Zealand Open, Auckland       |                | NC $           | Gazon (ext.)   | Björn Borg            | Onny Parun             | 6-4, 6-3, 6-1           |                |
| 5  | 13-01-1975 | New Zealand Open, Auckland       |                | 25 000 $       | Gazon (ext.)   | Onny Parun            | Brian Fairlie          | 4-6, 6-4, 6-4, 6-7, 6-4 |                |
| 6  | 29-12-1975 | New Zealand Open, Auckland       |                | NC $           | Dur (ext.)     | Onny Parun            | Brian Fairlie          | 6-2, 6-3, 4-6, 6-3      |                |
| 7  | 10-01-1977 | New Zealand Open, Auckland       |                | 25 000 $       | Gazon (ext.)   | Vijay Amritraj        | Tim Wilkison           | 7-6, 5-7, 6-1, 6-2      |                |
| -  | 08-01-1978 | New Zealand Open, Auckland       | Challenger     | 25 000 $       | Dur (ext.)     | Eliot Teltscher       | Onny Parun             | 6-3, 7-5, 6-1           |                |
| 8  | 01-01-1979 | New Zealand Open, Auckland       |                | 50 000 $       | Dur (ext.)     | Tim Wilkison          | Peter Feigl            | 6-3, 4-6, 6-4, 2-6, 6-2 |                |
| 9  | 31-12-1979 | Benson and Hedges Open, Auckland |                | 50 000 $       | Dur (ext.)     | John Sadri            | Tim Wilkison           | 6-4, 3-6, 6-3, 6-4      |                |
| 10 | 05-01-1981 | Benson and Hedges Open, Auckland |                | 50 000 $       | Dur (ext.)     | Bill Scanlon          | Tim Wilkison           | 6-7, 6-3, 3-6, 7-6, 6-0 |                |
| 11 | 11-01-1982 | Benson and Hedges Open, Auckland |                | 75 000 $       | Dur (ext.)     | Tim Wilkison          | Russell Simpson        | 6-4, 6-4, 6-4           |                |
| 12 | 10-01-1983 | Benson and Hedges Open, Auckland |                | 75 000 $       | Dur (ext.)     | John Alexander        | Russell Simpson        | 6-4, 6-3, 6-3           |                |
| 13 | 09-01-1984 | Benson and Hedges Open, Auckland | Grand Prix     | 75 000 $       | Dur (ext.)     | Danny Saltz           | Chip Hooper            | 4-6, 6-3, 6-3, 6-4      |                |
| 14 | 07-01-1985 | Benson and Hedges Open, Auckland |                | 80 000 $       | Dur (ext.)     | Chris Lewis           | Wally Masur            | 7-5, 6-0, 2-6, 6-4      |                |
| 15 | 06-01-1986 | Benson and Hedges Open, Auckland |                | 85 000 $       | Dur (ext.)     | Mark Woodforde        | Bud Schultz            | 6-4, 6-3, 3-6, 6-4      |                |
| 16 | 05-01-1987 | Benson and Hedges Open, Auckland |                | 89 400 $       | Dur (ext.)     | Miloslav Mečíř        | Michiel Schapers       | 6-2, 6-3, 6-4           |                |
| 17 | 04-01-1988 | Benson and Hedges Open, Auckland |                | 93 400 $       | Dur (ext.)     | Amos Mansdorf         | Ramesh Krishnan        | 6-3, 6-4                |                |
| 18 | 09-01-1989 | Benson and Hedges Open, Auckland |                | 115 000 $      | Dur (ext.)     | Ramesh Krishnan       | Amos Mansdorf          | 6-4, 6-0                |                |
| 19 | 08-01-1990 | Benson and Hedges Open, Auckland | World Series   | 125 000 $      | Dur (ext.)     | Scott Davis           | Andrei Chesnokov       | 4-6, 6-3, 6-3           |                |
| 20 | 07-01-1991 | Benson and Hedges Open, Auckland | World Series   | 150 000 $      | Dur (ext.)     | Karel Nováček         | Jean-Philippe Fleurian | 7-65, 7-64              |                |
| 21 | 06-01-1992 | Benson and Hedges Open, Auckland | World Series   | 157 500 $      | Dur (ext.)     | Jaime Yzaga           | MaliVai Washington     | 7-66, 6-4               |                |
| 22 | 11-01-1993 | Benson and Hedges Open, Auckland | World Series   | 157 500 $      | Dur (ext.)     | Aleksandr Volkov      | MaliVai Washington     | 7-62, 6-4               |                |
| 23 | 10-01-1994 | Benson and Hedges Open, Auckland | World Series   | 288 750 $      | Dur (ext.)     | Magnus Gustafsson     | Patrick McEnroe        | 6-4, 6-0                |                |
| 24 | 09-01-1995 | Benson and Hedges Open, Auckland | World Series   | 303 000 $      | Dur (ext.)     | Thomas Enqvist        | Chuck Adams            | 6-2, 6-1                |                |
| 25 | 08-01-1996 | BellSouth Open, Auckland         | World Series   | 303 000 $      | Dur (ext.)     | Jiří Novák            | Brett Steven           | 6-4, 6-4                |                |
| 26 | 06-01-1997 | BellSouth Open, Auckland         | World Series   | 303 000 $      | Dur (ext.)     | Jonas Björkman        | Kenneth Carlsen        | 7-6, 6-0                |                |
| 27 | 12-01-1998 | Heineken Open, Auckland          | Int' Series    | 315 000 $      | Dur (ext.)     | Marcelo Ríos          | Richard Fromberg       | 4-6, 6-4, 7-6           |                |
| 28 | 11-01-1999 | Heineken Open, Auckland          | Int' Series    | 325 000 $      | Dur (ext.)     | Sjeng Schalken        | Tommy Haas             | 6-4, 6-4                | Tableau        |
| 29 | 10-01-2000 | Heineken Open, Auckland          | Int' Series    | 325 000 $      | Dur (ext.)     | Magnus Norman         | Michael Chang          | 3-6, 6-3, 7-5           | Tableau        |
| 30 | 08-01-2001 | Heineken Open, Auckland          | Int' Series    | 350 000 $      | Dur (ext.)     | Dominik Hrbatý        | Francisco Clavet       | 6-4, 2-6, 6-3           | Tableau        |
| 31 | 07-01-2002 | Heineken Open, Auckland          | Int' Series    | 332 000 $      | Dur (ext.)     | Greg Rusedski         | Jérôme Golmard         | 60-7, 6-4, 7-5          | Tableau        |
| 32 | 06-01-2003 | Heineken Open, Auckland          | Int' Series    | 322 000 $      | Dur (ext.)     | Gustavo Kuerten       | Dominik Hrbatý         | 6-3, 7-5                | Tableau        |
| 33 | 12-01-2004 | Heineken Open, Auckland          | Int' Series    | 379 000 $      | Dur (ext.)     | Dominik Hrbatý        | Rafael Nadal           | 4-6, 6-2, 7-5           | Tableau        |
| 34 | 10-01-2005 | Heineken Open, Auckland          | Int' Series    | 401 000 $      | Dur (ext.)     | Fernando González     | Olivier Rochus         | 6-4, 6-2                | Tableau        |
| 35 | 09-01-2006 | Heineken Open, Auckland          | Int' Series    | 405 000 $      | Dur (ext.)     | Jarkko Nieminen       | Mario Ančić            | 6-2, 6-2                | Tableau        |
| 36 | 08-01-2007 | Heineken Open, Auckland          | Int' Series    | 391 000 $      | Dur (ext.)     | David Ferrer          | Tommy Robredo          | 6-4, 6-2                | Tableau        |
| 37 | 07-01-2008 | Heineken Open, Auckland          | Int' Series    | 439 000 $      | Dur (ext.)     | Philipp Kohlschreiber | Juan Carlos Ferrero    | 7-6, 7-5                | Tableau        |
| 38 | 12-01-2009 | Heineken Open, Auckland          | ATP 250        | 429 000 $      | Dur (ext.)     | Juan Martín del Potro | Sam Querrey            | 6-4, 6-4                | Tableau        |
| 39 | 11-01-2010 | Heineken Open, Auckland          | ATP 250        | 355 500 $      | Dur (ext.)     | John Isner            | Arnaud Clément         | 6–3, 5-7, 7-62          | Tableau        |
| 40 | 10-01-2011 | Heineken Open, Auckland          | ATP 250        | 398 250 $      | Dur (ext.)     | David Ferrer          | David Nalbandian       | 6-3, 6-2                | Tableau        |
| 41 | 09-01-2012 | Heineken Open, Auckland          | ATP 250        | 398 250 $      | Dur (ext.)     | David Ferrer          | Olivier Rochus         | 6-3, 6-4                | Tableau        |
| 42 | 07-01-2013 | Heineken Open, Auckland          | ATP 250        | 433 400 $      | Dur (ext.)     | David Ferrer          | Philipp Kohlschreiber  | 7-65, 6-1               | Tableau        |
| 43 | 06-01-2014 | Heineken Open, Auckland          | ATP 250        | 455 190 $      | Dur (ext.)     | John Isner            | Lu Yen-hsun            | 7-64, 7-67              | Tableau        |
| 44 | 12-01-2015 | Heineken Open, Auckland          | ATP 250        | 464 490 $      | Dur (ext.)     | Jiří Veselý           | Adrian Mannarino       | 6-3, 6-2                | Tableau        |
| 45 | 11-01-2016 | ASB Classic, Auckland            | ATP 250        | 463 520 $      | Dur (ext.)     | Roberto Bautista-Agut | Jack Sock              | 6-1, 1-0 ab.            | Tableau        |
| 46 | 09-01-2017 | ASB Classic, Auckland            | ATP 250        | 450 110 $      | Dur (ext.)     | Jack Sock             | João Sousa             | 6-3, 5-7, 6-3           | Tableau        |
| 47 | 08-01-2018 | ASB Classic, Auckland            | ATP 250        | 501 345 $      | Dur (ext.)     | Roberto Bautista-Agut | Juan Martín del Potro  | 6-1, 4-6, 7-5           | Tableau        |
| 48 | 07-01-2019 | ASB Classic, Auckland            | ATP 250        | 527 880 $      | Dur (ext.)     | Tennys Sandgren       | Cameron Norrie         | 6-4, 6-2                | Tableau        |
| 49 | 13-01-2020 | ASB Classic, Auckland            | ATP 250        | 546 355 $      | Dur (ext.)     | Ugo Humbert           | Benoît Paire           | 7-62, 3-6, 7-65         | Tableau        |
|    | 2021-2022  | Pas de tournoi                   | Pas de tournoi | Pas de tournoi | Pas de tournoi | Pas de tournoi        | Pas de tournoi         | Pas de tournoi          | Pas de tournoi |
| 50 | 09-01-2023 | ASB Classic, Auckland            | ATP 250        | 642 735 $      | Dur (ext.)     | Richard Gasquet       | Cameron Norrie         | 4-6, 6-4, 6-4           | Tableau        |
| 51 | 08-01-2024 | ASB Classic, Auckland            | ATP 250        | 661 585 $      | Dur (ext.)     | Alejandro Tabilo      | Taro Daniel            | 6-2, 7-5                | Tableau        |
| 52 | 06-01-2025 | ASB Classic, Auckland            | ATP 250        | 680 140 $      | Dur (ext.)     | Gaël Monfils          | Zizou Bergs            | 6-3, 6-4                | Tableau        |

### Double
| No | Date       | Nom et lieu du tournoi            | Catégorie                         | Dotation                          | Surface                           | Vainqueurs                            | Finalistes                         | Score                             |                                   |
| -- | ---------- | --------------------------------- | --------------------------------- | --------------------------------- | --------------------------------- | ------------------------------------- | ---------------------------------- | --------------------------------- | --------------------------------- |
| 1  | 27-01-1969 | New Zealand Open, Auckland        |                                   | NC $                              | Gazon (ext.)                      | Raymond Moore Roger Taylor            | Malcolm Anderson Toomas Leius      | 13-15, 6-3, 8-6, 8-6              |                                   |
| 2  | 08-03-1971 | New Zealand Open, Auckland        |                                   | NC $                              | Dur (ext.)                        | Robert Carmichael Ray Ruffels         | Brian Fairlie Raymond Moore        | 6-3, 6-7, 6-4, 4-6, 6-3           |                                   |
|    | 1972-1974  | Pas d'épreuve en double messieurs | Pas d'épreuve en double messieurs | Pas d'épreuve en double messieurs | Pas d'épreuve en double messieurs | Pas d'épreuve en double messieurs     | Pas d'épreuve en double messieurs  | Pas d'épreuve en double messieurs | Pas d'épreuve en double messieurs |
| 3  | 13-01-1975 | New Zealand Open, Auckland        |                                   | 25 000 $                          | Gazon (ext.)                      | Robert Carmichael Ray Ruffels         | Brian Fairlie Onny Parun           | 7-6, ab.                          |                                   |
| 4  | 10-01-1977 | New Zealand Open, Auckland        |                                   | 25 000 $                          | Gazon (ext.)                      | Chris Lewis Russell Simpson           | Peter Langsford Jonathan Smith     | 7-6, 6-4                          |                                   |
| -  | 08-01-1978 | New Zealand Open, Auckland        | Challenger                        | 25 000 $                          | Dur (ext.)                        | Chris Lewis Russell Simpson           | Rod Frawley Karl Meiler            | 6-1, 7-6                          |                                   |
| 5  | 01-01-1979 | New Zealand Open, Auckland        |                                   | 50 000 $                          | Dur (ext.)                        | Bernard Mitton Kim Warwick            | Andrew Jarrett Jonathan Smith      | 6-3, 2-6, 6-3                     |                                   |
| 6  | 31-12-1979 | Benson and Hedges Open, Auckland  |                                   | 50 000 $                          | Dur (ext.)                        | Peter Feigl Rod Frawley               | John Sadri Tim Wilkison            | 6-2, 7-5                          |                                   |
| 7  | 05-01-1981 | Benson and Hedges Open, Auckland  |                                   | 50 000 $                          | Dur (ext.)                        | Ferdi Taygan Tim Wilkison             | Tony Graham Bill Scanlon           | 7-5, 6-1                          |                                   |
| 8  | 11-01-1982 | Benson and Hedges Open, Auckland  |                                   | 75 000 $                          | Dur (ext.)                        | Andrew Jarrett Jonathan Smith         | Larry Stefanki Robert Van't Hof    | 7-5, 7-6                          |                                   |
| 9  | 10-01-1983 | Benson and Hedges Open, Auckland  |                                   | 75 000 $                          | Dur (ext.)                        | Chris Lewis Russell Simpson           | David Graham Laurie Warder         | 7-6, 6-3                          |                                   |
| 10 | 09-01-1984 | Benson and Hedges Open, Auckland  | Grand Prix                        | 75 000 $                          | Dur (ext.)                        | Brian Levine John Van Nostrand        | Brad Drewett Chip Hooper           | 7-5, 6-2                          |                                   |
| 11 | 07-01-1985 | Benson and Hedges Open, Auckland  |                                   | 80 000 $                          | Dur (ext.)                        | Chris Lewis John Fitzgerald           | Broderick Dyke Wally Masur         | 7-6, 6-2                          |                                   |
| 12 | 06-01-1986 | Benson and Hedges Open, Auckland  |                                   | 85 000 $                          | Dur (ext.)                        | Broderick Dyke Wally Masur            | Karl Richter Rick Rudeen           | 6-3, 6-4                          |                                   |
| 13 | 05-01-1987 | Benson and Hedges Open, Auckland  |                                   | 89 400 $                          | Dur (ext.)                        | Kelly Jones Brad Pearce               | Carl Limberger Mark Woodforde      | 7-6, 7-6                          |                                   |
| 14 | 04-01-1988 | Benson and Hedges Open, Auckland  |                                   | 93 400 $                          | Dur (ext.)                        | Marty Davis Tim Pawsat                | Sammy Giammalva Jr Jim Grabb       | 6-3, 3-6, 6-4                     |                                   |
| 15 | 09-01-1989 | Benson and Hedges Open, Auckland  |                                   | 115 000 $                         | Dur (ext.)                        | Steve Guy Shūzō Matsuoka              | John Letts Bruce Man-Son-Hing      | 7-6, 7-6                          |                                   |
| 16 | 08-01-1990 | Benson and Hedges Open, Auckland  | World Series                      | 125 000 $                         | Dur (ext.)                        | Kelly Jones Robert Van't Hof          | Gilad Bloom Paul Haarhuis          | 7-6, 6-0                          |                                   |
| 17 | 07-01-1991 | Benson and Hedges Open, Auckland  | World Series                      | 150 000 $                         | Dur (ext.)                        | Sergio Casal Emilio Sánchez           | Grant Connell Glenn Michibata      | 4-6, 6-3, 6-4                     |                                   |
| 18 | 06-01-1992 | Benson and Hedges Open, Auckland  | World Series                      | 157 500 $                         | Dur (ext.)                        | Wayne Ferreira Jim Grabb              | Grant Connell Glenn Michibata      | 6-4, 6-3                          |                                   |
| 19 | 11-01-1993 | Benson and Hedges Open, Auckland  | World Series                      | 157 500 $                         | Dur (ext.)                        | Grant Connell Patrick Galbraith       | Alex Antonitsch Aleksandr Volkov   | 6-3, 7-6                          |                                   |
| 20 | 10-01-1994 | Benson and Hedges Open, Auckland  | World Series                      | 288 750 $                         | Dur (ext.)                        | Patrick McEnroe Jared Palmer          | Grant Connell Patrick Galbraith    | 6-2, 4-6, 6-4                     |                                   |
| 21 | 09-01-1995 | Benson and Hedges Open, Auckland  | World Series                      | 303 000 $                         | Dur (ext.)                        | Grant Connell Patrick Galbraith       | Luis Lobo Javier Sánchez           | 6-4, 6-3                          |                                   |
| 22 | 08-01-1996 | BellSouth Open, Auckland          | World Series                      | 303 000 $                         | Dur (ext.)                        | Marcos Ondruska Jack Waite            | Jonas Björkman Brett Steven        | Forfait                           |                                   |
| 23 | 06-01-1997 | BellSouth Open, Auckland          | World Series                      | 303 000 $                         | Dur (ext.)                        | Ellis Ferreira Patrick Galbraith      | Rick Leach Jonathan Stark          | 6-4, 4-6, 7-6                     |                                   |
| 24 | 12-01-1998 | Heineken Open, Auckland           | Int' Series                       | 315 000 $                         | Dur (ext.)                        | Patrick Galbraith Brett Steven        | Tom Nijssen Jeff Tarango           | 6-4, 6-2                          |                                   |
| 25 | 11-01-1999 | Heineken Open, Auckland           | Int' Series                       | 325 000 $                         | Dur (ext.)                        | Jeff Tarango Daniel Vacek             | Jiří Novák David Rikl              | 7-5, 7-5                          | Tableau                           |
| 26 | 10-01-2000 | Heineken Open, Auckland           | Int' Series                       | 325 000 $                         | Dur (ext.)                        | Ellis Ferreira Rick Leach             | Olivier Delaitre Jeff Tarango      | 7-5, 6-4                          | Tableau                           |
| 27 | 08-01-2001 | Heineken Open, Auckland           | Int' Series                       | 350 000 $                         | Dur (ext.)                        | Marius Barnard Jim Thomas             | David Adams Martín García          | 7-610, 6-4                        | Tableau                           |
| 28 | 07-01-2002 | Heineken Open, Auckland           | Int' Series                       | 332 000 $                         | Dur (ext.)                        | Jonas Björkman Todd Woodbridge        | Martín García Cyril Suk            | 7-65, 7-67                        | Tableau                           |
| 29 | 06-01-2003 | Heineken Open, Auckland           | Int' Series                       | 322 000 $                         | Dur (ext.)                        | David Adams Robbie Koenig             | Tomáš Cibulec Leoš Friedl          | 7-65, 3-6, 6-3                    | Tableau                           |
| 30 | 12-01-2004 | Heineken Open, Auckland           | Int' Series                       | 379 000 $                         | Dur (ext.)                        | Mahesh Bhupathi Fabrice Santoro       | Jiří Novák Radek Štěpánek          | 4-6, 7-5, 6-3                     | Tableau                           |
| 31 | 10-01-2005 | Heineken Open, Auckland           | Int' Series                       | 401 000 $                         | Dur (ext.)                        | Yves Allegro Michael Kohlmann         | Simon Aspelin Todd Perry           | 6-4, 7-64                         | Tableau                           |
| 32 | 09-01-2006 | Heineken Open, Auckland           | Int' Series                       | 405 000 $                         | Dur (ext.)                        | Andrei Pavel Rogier Wassen            | Simon Aspelin Todd Perry           | 6-3, 5-7, [10-4]                  | Tableau                           |
| 33 | 08-01-2007 | Heineken Open, Auckland           | Int' Series                       | 391 000 $                         | Dur (ext.)                        | Jeff Coetzee Rogier Wassen            | Simon Aspelin Chris Haggard        | 69-7, 6-3, [10-2]                 | Tableau                           |
| 34 | 07-01-2008 | Heineken Open, Auckland           | Int' Series                       | 439 000 $                         | Dur (ext.)                        | Luis Horna Juan Mónaco                | Xavier Malisse Jürgen Melzer       | 6-4, 3-6, [10-7]                  | Tableau                           |
| 35 | 12-01-2009 | Heineken Open, Auckland           | ATP 250                           | 429 000 $                         | Dur (ext.)                        | Martin Damm Robert Lindstedt          | Scott Lipsky Leander Paes          | 7-5, 6-4                          | Tableau                           |
| 36 | 11-01-2010 | Heineken Open, Auckland           | ATP 250                           | 355 500 $                         | Dur (ext.)                        | Marcus Daniell Horia Tecău            | Marcelo Melo Bruno Soares          | 7-5, 6-4                          | Tableau                           |
| 37 | 10-01-2011 | Heineken Open, Auckland           | ATP 250                           | 398 250 $                         | Dur (ext.)                        | Marcel Granollers Tommy Robredo       | Johan Brunström Stephen Huss       | 6-4, 7-66                         | Tableau                           |
| 38 | 09-01-2012 | Heineken Open, Auckland           | ATP 250                           | 398 250 $                         | Dur (ext.)                        | Oliver Marach Alexander Peya          | František Čermák Filip Polášek     | 6-3, 6-2                          | Tableau                           |
| 39 | 07-01-2013 | Heineken Open, Auckland           | ATP 250                           | 433 400 $                         | Dur (ext.)                        | Colin Fleming Bruno Soares            | Johan Brunström Frederik Nielsen   | 7-61, 7-62                        | Tableau                           |
| 40 | 06-01-2014 | Heineken Open, Auckland           | ATP 250                           | 455 190 $                         | Dur (ext.)                        | Julian Knowle Marcelo Melo            | Alexander Peya Bruno Soares        | 4-6, 6-3, [10-5]                  | Tableau                           |
| 41 | 12-01-2015 | Heineken Open, Auckland           | ATP 250                           | 464 490 $                         | Dur (ext.)                        | Raven Klaasen Leander Paes            | Dominic Inglot Florin Mergea       | 7-61, 6-4                         | Tableau                           |
| 42 | 11-01-2016 | ASB Classic, Auckland             | ATP 250                           | 463 520 $                         | Dur (ext.)                        | Mate Pavić Michael Venus              | Eric Butorac Scott Lipsky          | 7-5, 6-4                          | Tableau                           |
| 43 | 09-01-2017 | ASB Classic, Auckland             | ATP 250                           | 450 110 $                         | Dur (ext.)                        | Marcin Matkowski Aisam-Ul-Haq Qureshi | Jonathan Erlich Scott Lipsky       | 1-6, 6-2, [10-3]                  | Tableau                           |
| 44 | 08-01-2018 | ASB Classic, Auckland             | ATP 250                           | 501 345 $                         | Dur (ext.)                        | Oliver Marach Mate Pavić              | Max Mirnyi Philipp Oswald          | 6-4, 5-7, [10-7]                  | Tableau                           |
| 45 | 07-01-2019 | ASB Classic, Auckland             | ATP 250                           | 527 880 $                         | Dur (ext.)                        | Ben McLachlan Jan-Lennard Struff      | Raven Klaasen Michael Venus        | 6-3, 6-4                          | Tableau                           |
| 46 | 13-01-2020 | ASB Classic, Auckland             | ATP 250                           | 546 355 $                         | Dur (ext.)                        | Luke Bambridge Ben McLachlan          | Marcus Daniell Philipp Oswald      | 7-63, 6-3                         | Tableau                           |
|    | 2021-2022  | Pas de tournoi                    | Pas de tournoi                    | Pas de tournoi                    | Pas de tournoi                    | Pas de tournoi                        | Pas de tournoi                     | Pas de tournoi                    | Pas de tournoi                    |
| 47 | 09-01-2023 | ASB Classic, Auckland             | ATP 250                           | 642 735 $                         | Dur (ext.)                        | Nikola Mektić Mate Pavić              | Nathaniel Lammons Jackson Withrow  | 6-4, 65-7, [10-6]                 | Tableau                           |
| 48 | 08-01-2024 | ASB Classic, Auckland             | ATP 250                           | 661 585 $                         | Dur (ext.)                        | Wesley Koolhof Nikola Mektić          | Marcel Granollers Horacio Zeballos | 6-3, 65-7, [10-7]                 | Tableau                           |
| 49 | 06-01-2025 | ASB Classic, Auckland             | ATP 250                           | 680 140 $                         | Dur (ext.)                        | Nikola Mektić Michael Venus           | Christian Harrison Rajeev Ram      | Forfait                           | Tableau                           |

## Palmarès mixte
| No       | Date       | Nom et lieu du tournoi                      | Catégorie | Dotation | Surface      | Vainqueures                       | Finalistes                   | Score         |         |
| -------- | ---------- | ------------------------------------------- | --------- | -------- | ------------ | --------------------------------- | ---------------------------- | ------------- | ------- |
| 1        | 09-02-1960 | Auckland International Auckland             |           | NC       | Gazon (ext.) | Ruia Morrison Peter Nicholls      | Margaret Smith Alan Burns    | 7-5, 6-3      | Tableau |
| 2        | 03-02-1964 | Wills International Auckland                |           | NC       | Gazon (ext.) | Margaret Smith Fred Stolle        | Jan Lehane John Newcombe     | 6-4, 6-4      | Tableau |
| 3        | 03-02-1966 | Wills International Auckland                |           | NC       | Gazon (ext.) | Margaret Smith Ray Ruffels        | Lesley Turner Roger Taylor   | 3-6, 6-3, 6-1 | Tableau |
| 4        | 29-01-1967 | Wills International Auckland                |           | NC       | Gazon (ext.) | Rosie Casals Graham Stilwell      | NC                           | NC            | Tableau |
| Ère Open |            |                                             |           |          |              |                                   |                              |               |         |
| 5        | 27-01-1970 | Benson & Hedges NZ Open Auckland            |           | 13 500 $ | Gazon (ext.) | Margaret Smith Court Tom Okker    | Ann Haydon-Jones Dick Crealy | Partage       | Tableau |
| 6        | 03-03-1971 | Benson & Hedges Centennial NZ Open Auckland |           | 16 000 $ | Gazon (ext.) | Margaret Smith Court Colin Dibley | Lesley Turner Bill Bowrey    | 6-2, 6-1      | Tableau |